# William F. Hanson
William F. Hanson nato William Frederick Hanson (Vernal, 23 ottobre 1887 – Provo, 22 giugno 1969) è stato un musicista, compositore e musicologo statunitense particolarmente esperto nel campo della musica dei nativi americani.

## Biografia
Nato nello stato americano dello Utah, figlio di Peter Hanson e di sua moglie Sarah Helen Glines, si sposò il 19 agosto 1910, nel tempio della Chiesa di Gesù Cristo dei santi degli ultimi giorni a Salt Lake City. Ebbe due figli, Gene e Howard, e una figlia, Elma Falkner.
Frequentò la Brigham Young University di Provo, dove conseguì sia una laurea che un master in musicologia. Divenne un compositore e fu professore di musicologia. Ottenne la sua più grande notorietà quando, in collaborazione con la musicista e attivista indiana Zitkala-Sa, compose l'opera The Sun Dance nel 1913, prima opera indiana. Hanson in seguito si immerse ulteriormente nelle tradizioni musicali dei vari popoli nativi americani degli Stati Uniti e divenne un esperto ampiamente riconosciuto nel campo.
Morì a Provo il 22 giugno 1969, dopo una lunga malattia, all'età di 81 anni.